# Kraenzlinella hintonii
Kraenzlinella hintonii är en orkidéart som först beskrevs av Louis Otho Otto Williams, och fick sitt nu gällande namn av Rodolfo Solano Gómez. Kraenzlinella hintonii ingår i släktet Kraenzlinella och familjen orkidéer. Inga underarter finns listade i Catalogue of Life.